# Carașoveni
I Carașoveni di Romania detti anche Carașoveni, Cârșoveni, Cotcoreți o Cocoși (lingua croata Kraševani; anche Karašovani, Krašovanje, Karaševci o Koroševci; in cirillico Крашовани) sono un gruppo etnico cattolico di origine slava, parlanti un dialetto kosovaro-resavski (Torlak), nativi di Carașova e altre località del Distretto di Caraș-Severin. Il numero di persone del gruppo etnico è approssimato a 7.500. In Romania, vivono a Carașova e Lupac.
Il censimento del 2002 presentava solo 207 persone che si dichiavano carașoveni (nel 1992 si dichiararono in 2.775). La maggioranza dei carașoveni si dichiara di origine croata e religione cattolica provenienti dalla Croazia, una parte si dichiara Serba.

## Lingua e religione

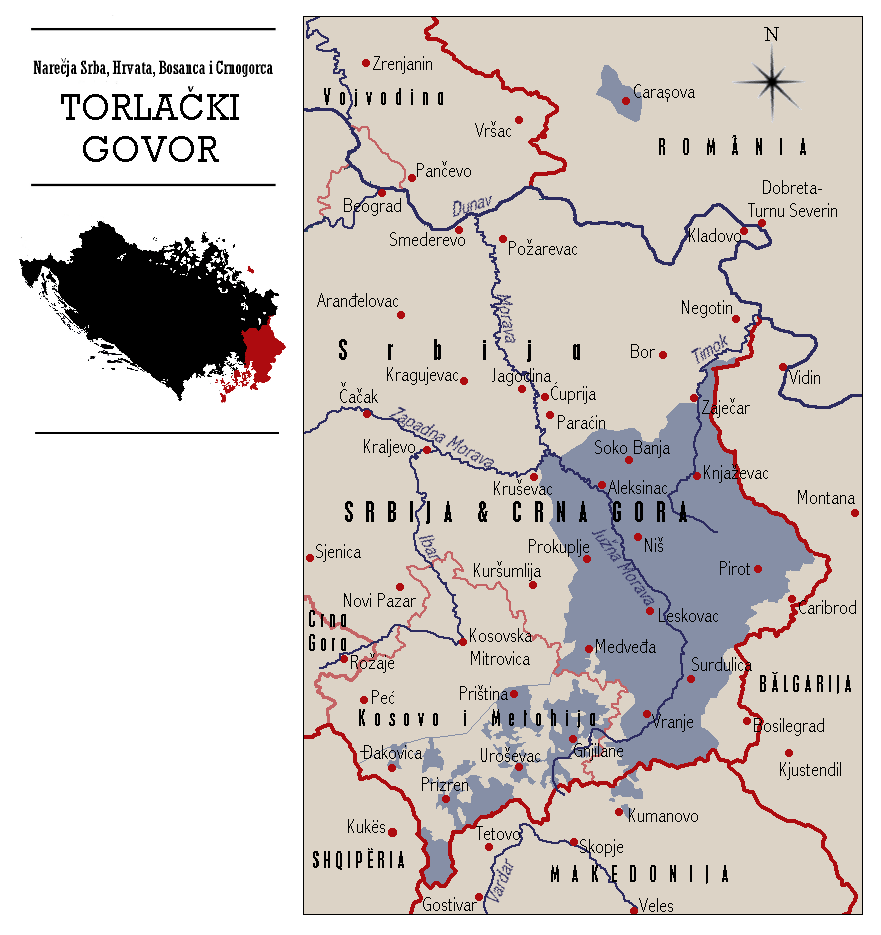
Distribuzione del dialetto Torlak.

La lingua parlata è un antico dialetto degli slavi meridionali, presente nelle località del sud della Serbia, nella Repubblica di Macedonia, Bulgaria e a Timok-Tal nella città di Zaječar.
La religione professata è quella cattolica.